# Царев-Брод
Царев-Брод (болг. Царев брод) — село в Болгарии. Находится в Шуменской области, входит в общину Шумен. Население составляет 1 312 человек.